# Maomé ibne Ixaque ibne Gania
Maomé ibne Ixaque ibne Gania (Muhammad ibn Ixak ibn Gania; m. 1185) foi membro dos Banu Gania do século XII.

## Vida
Maomé era filho de Ixaque ibne Maomé e irmão de Abedalá, Ali e Iáia. Maomé sucedeu ao pai após sua morte em 1183, mas logo aceitou a suserania do califa Abu Iacube Iúçufe I (r. 1163–1184) (r. 1163–1184) devido a forte ameaça do Califado Almóada. Maiorca recebeu um representante da autoridade almóada, porém logo os maiorquinos se rebelaram e entregaram o poder para seu irmão Ali. Após um golpe pró-almóada nas Baleares em 1185, no qual o comandante Ali ibne Reverter reinstalou Maomé como emir, Abedalá foi enviado por seu irmão Ali do Magrebe, onde estava em campanha contra o Califado Almóada, para retomar as ilhas e partiu com uma frota de Trípoli. Após parar na Sicília, onde recebeu reforços do rei Guilherme II (r. 1166–1189), fez seu caminho para Maiorca e se reuniu com as tropas lealistas chefiadas por Naja, que havia resistido contra Reverter e Maomé. No ínterim, contudo, Maomé foi derrubado por outro de seus irmãos, Taxufine.